# Onychognathus fulgidus
Onychognathus fulgidus е вид птица от семейство Скорецови (Sturnidae).

## Разпространение
Видът е разпространен в Ангола, Бенин, Габон, Гана, Гвинея, Екваториална Гвинея, Камерун, Република Конго, Демократична република Конго, Кот д'Ивоар, Либерия, Нигерия, Сао Томе и Принсипи, Сиера Леоне, Судан, Танзания, Того, Уганда, Централноафриканската република и Южен Судан.